# Siglingastofnun Íslands
Siglingastofnun Íslands is een departement van het IJslandse ministerie van Vervoer en Communicatie en is verantwoordelijk voor het beheer van de IJslandse zeevloot, havens en de vuurtorens op IJsland, tenzij anders is bepaald in een andere wet.
Sinds 1935 zijn alle zeewaardige schepen, langer dan 6 meter verplicht geregistreerd in een openbaar register. Het hoofdkantoor is gevestigd in Kópavogur, een filiaal is gevestigd in Ísafjörður.